# Julio Canessa

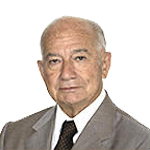
Julio Canessa Robert

Julio Canessa Robert (* 19. März 1925 in Antofagasta; † 24. Januar 2015 in Santiago de Chile) war ein chilenischer Generalleutnant und Politiker, der während der Militärdiktatur zwischen 1982 und 1985 stellvertretender Oberbefehlshaber des Heeres und anschließend von 1985 bis 1986 dessen Vertreter in der Militärjunta war. Später fungierte er zwischen 1998 und 2006 als ernanntes Mitglied des Senats.

## Leben

### Militärische Ausbildung, Offizier und Generalstabsoffizier
Canessa trat 1942 als Kadett in die Militärschule (Escuela Militar del Libertador Bernardo O’Higgins) ein und absolvierte dort ein Mathematikstudium, das er 1943 mit einem Bachelor abschloss.
Im Anschluss fand er zwischen 1944 und 1954 Verwendung als Offizier beim Gebirgsinfanterieregiment 3 Yungay in San Felipe sowie an der Infanterieschule, ehe er Kurse für Infanterie und bewaffnete Kavallerie an der Militärschule in Turin belegte. Nach seiner Rückkehr nach Chile durchlief er einen Generalstabslehrgang an der Kriegsakademie des Heeres (Academia de Guerra del Ejército) und war danach erst Generalstabsoffizier sowie 1956 Instrukteur an der Militärschule. Nach einer kurzen Tätigkeit von 1959 bis 1960 als Professor an der Kriegsakademie des Heeres war er zwischen 1960 und 1961 Instrukteur des Ausbildungsbataillons der Infanterieschule.
1962 übernahm er wieder eine Professur für Taktik, militärische Operationen und militärisches Nachrichtendienstwesen an der Kriegsakademie des Heeres und war danach zwischen 1964 und 1966 Sekretär der Militärmission Chiles in den USA in Washington, D.C. Nach seiner Rückkehr nach Chile war er von 1966 bis 1968 Mitarbeiter in der Planungsabteilung des Generalstabes und danach zwischen 1969 und 1971 Kommandeur des Gebirgsinfanterieregiments 8 Tucapel sowie von 1971 bis 1973 als Oberst Direktor der Unteroffiziersschule des Heeres (Escuela de Suboficiales del Ejército).
Für seine Verdienste wurde er mit dem Militärstern (Estrella Militar), dem Stern für militärische Verdienste (Estrella al Mérito Militar) und dem Großen Stern für 10-, 20- und 30-jährigen Dienst ausgezeichnet. Ferner erhielt er die Auszeichnung des Präsidenten der Republik.

### Militärputsch 1973 und Mitglied der Militärjunta
Ein Jahr nach dem am 11. September 1973 von Augusto Pinochet angeführten Militärputsch gegen Präsident Salvador Allende wurde Canessa mit der Organisation des Beratungsausschusses der Regierungsjunta (Comité Asesor de la Junta de Gobierno) sowie der Nationalkommission für Verwaltungsreformen CONARA (Comisión Nacional de la Reforma Administrativa) betraut. 
1975 übernahm er den Posten als Kommandant des Militärinstitutes sowie gleichzeitig des Präsidenten des Lateinamerikanischen Verwaltungszentrums für Entwicklung CLAD (Centro Latinoamericano de Administración para el Desarrollo). Canessa, der 1977 zum Brigadegeneral befördert und 1978 Generalstabschef des Heeres wurde, wurde 1979 Chef der Militärregion Nord sowie Generalinspekteur des Heeres und 1980 außerdem Präsident der CONARA. 
1982 erfolgte seine Beförderung zum Generalleutnant sowie zugleich seine Ernennung zum stellvertretenden Oberbefehlshaber des Heeres (Vicecomandante en Jefe del Ejército) und damit zum Vertreter von Heereskommandeur Generalleutnant César Benavides. 1982 erregte er öffentliche Aufmerksamkeit, als er in einer versöhnlichen Rede leichte Kritik an Pinochet übte für dessen Teilung der Chilenen in „Gute“ (‚Buenos‘) und „Böse“ (‚Malos‘). 1983 wurde ihm ein heimliches Treffen mit oppositionellen Gewerkschaftsführern vorgeworfen.
Als Nachfolger von Generalleutnant Benavides wurde Canessa am 2. Dezember 1985 zum Vertreter des Heeres in der Militärjunta ernannt, der zu der Zeit neben ihm als weitere militärische Vertreter José Toribio Merino (Marine), Fernando Matthei und Rodolfo Stange (Carabineros) angehörten. Er gehörte der Regierungsjunta bis zum 31. Dezember 1986 an und wurde dann von Humberto Gordon abgelöst.

### Hochschullehrer
Nach seinem Ausscheiden aus dem Militärdienst war er von 1987 bis 1990 Präsident der in New York City ansässigen Chilean Trading Corporation und wurde anschließend 1990 Präsident der Universidad Bernardo O’Higgins in Santiago de Chile. Während dieser Zeit erwarb er 1992 einen Magister der Politikwissenschaften an der Päpstlichen Katholischen Universität von Chile PUC (Pontificia Universidad Católica de Chile) und nahm danach zwischen 1993 und 1997 den Ruf auf eine Professur am Institut für Politikwissenschaften an der Universidad de Chile wahr. Zugleich lehrte er als Professor für Politikwissenschaften an der Nationalakademie für politische und strategische Studien (Academia Nacional de Estudios Políticos y Estratégicos) sowie an der Kriegsakademie des Heeres.

### Senator
Im Dezember 1997 wurde Canessa vom Nationalen Sicherheitsrat COSENA (Consejo de Seguridad Nacional) für die Funktion als ernannter Senator für die Legislaturperiode vom 11. März 1998 bis zum 11. März 2006 nominiert. Während seiner Senatszugehörigkeit war er Mitglied der Ständigen Ausschüsse (Comisión Permanente) für Verwaltung, Dezentralisierung und Regionalisierung, für Arbeit und soziale Vorsorge, für Nationale Verteidigung sowie für Rechnungsprüfung.
Aus seiner Ehe mit Adriana Benavente Sanhueza gingen drei Söhne hervor.

## Veröffentlichungen
- Quiebre y recuperación del orden institucional en Chile: el factor militar 1924-1973, Editorial Emérida, Santiago de Chile 1995, ISBN 9567308047
- Pinochet y la restauración del consenso nacional, Mitautor Francisco Balart Páez, Santiago de Chile 1998, ISBN 9562729346